# Rancho Nuevo, Jacona
Rancho Nuevo är en ort i Mexiko.   Den ligger i kommunen Jacona och delstaten Michoacán de Ocampo, i den centrala delen av landet, 300 km väster om huvudstaden Mexico City. Rancho Nuevo ligger 1 587 meter över havet och antalet invånare är 551.
Terrängen runt Rancho Nuevo är kuperad åt sydväst, men åt nordost är den platt. Runt Rancho Nuevo är det tätbefolkat, med 570 invånare per kvadratkilometer. Närmaste större samhälle är Zamora, 7,5 km öster om Rancho Nuevo. I omgivningarna runt Rancho Nuevo växer huvudsakligen savannskog.